# Xã Jefferson, Quận Maries, Missouri
Xã Jefferson (tiếng Anh: Jefferson Township) là một xã thuộc quận Maries, tiểu bang Missouri, Hoa Kỳ. Năm 2010, dân số của xã này là 2.869 người.